# Villiers-sous-Praslin
Villiers-sous-Praslin – miejscowość i gmina we Francji, w regionie Grand Est, w departamencie Aube.
Według danych na rok 1990 gminę zamieszkiwało 77 osób, a gęstość zaludnienia wynosiła 9 osób/km².